# Créolité
Ne doit pas être confondu avec Créolie.
La créolité est un mouvement littéraire antillais apparu dans les années 1980 comme une critique de la négritude.

## Le mouvement littéraire
Le mouvement de la créolité est né en Martinique dans les années 1980 sous la plume de Patrick Chamoiseau, Raphaël Confiant et Jean Bernabé. Le trio publie ainsi en 1989, L'éloge de la Créolité.
Comprendre la négritude, mouvement né dans les années 1930 et porté par Aimé Césaire, Léopold Sédar Senghor ou encore Léon-Gontran Damas. Ces écrivains prônent une redéfinition de l'homme noir à partir de ses racines permettant de dépasser la meurtrissure historique, rejetant le colonialisme, l'hégémonie culturelle, intellectuelle, raciale et morale de l'Occident et des Européens sur le continent et l'homme africain. Le mouvement de la négritude rapproche tous les hommes noirs, d'Afrique et de la diaspora africaine, autour d'un héritage nègre commun.
Plus tard, certains auteurs martiniquais, à l'instar d'Édouard Glissant, contestent la vision monolithique de la négritude. Ainsi, au début des années 1980, Glissant propose le concept d'antillanité pour décrire l'identité antillaise en ne s'appuyant pas uniquement sur l'expérience des descendants d'esclaves africains, mais intégrant l'apport des Caraïbes, des colons européens, des Indiens venus des Indes, des Chinois et des Syriens. Glissant et les autres adhérents au mouvement de la créolité : les créolistes n'appliquent leur réflexion qu'au vécu des peuples de la Caraïbe repoussant la domination des anciens colons. Ainsi, selon Confiant, le concept de créolité fait référence au terme Créole, qui vient de l'espagnol criollo (lequel dérive du latin creare) et signifie simplement « né aux Amériques » par opposition d'une part aux autochtones, dits plus tard Amérindiens, et d'autre part aux nouveaux arrivés, Européens et Africains, puis Asiatiques et Levantins.
Pour les auteurs de l’Éloge de la créolité : La créolité est une annihilation de la fausse universalité, du monolinguisme et de la pureté.[réf. nécessaire]

## Critiques
La créolité a fait l’objet de critiques circonstanciées et même virulentes aux Antilles. Celles-ci ne trouvent qu’un faible écho dans la littérature critique produite sur les textes littéraires antillais francophones.

Max-Auguste Dufrenot reproche aux théoriciens de la Créolité d'oblitérer, dans leur rétrospective de l'histoire de la littérature, des œuvres et des mouvements littéraires déterminants. En se focalisant sur la Négritude, mouvement et idéologie qu'ils entendent déchouker (destituer), les théoriciens de la Créolité se coupent des apports et de l'influence de la Harlem Renaissance, de l'indigénisme haïtien et de ce qu’il appelle, d’après Jahn Janheinz, le « pèlerinage aux sources africaines ». Selon Dufrenot, l’éloge de la Créolité - pris dans son ensemble - procède par méconnaissance de l’histoire des idées ayant agité le monde colonisé et semble être la conséquence d’une névrose mégalomaniaque. La Créolité scellerait la « naissance de la néo-francité » faisant valoir que l'écrivain ivoirien Ahmadou Kourouma, précurseur avec sa malinkéisation de la langue française, en serait le symbole : en 1970, au Canada, il se voit décerner le Prix de la francité pour son premier roman Les Soleils des indépendances. 
Il se trouve que les colonisés, qu’ils le veuillent ou non, subissent la loi du néo-colonialisme. Il y a un inconvénient à écrire en langue vernaculaire : on n’est en effet reconnu que par les siens ; et encore, par peu des siens. Malheureusement ils sont très peu nombreux à lire. Cela n’est pas une spécificité antillo-guyanaise comme l’affirment nos trois auteurs, mais un mal endémique aux pays sous-développés-colonisés. On observe alors, que, sous peine de demeurer dans un folklorisme groupusculaire, il faut l’aval du maître pour se faire reconnaître au milieu de ce néo-colonialisme culturel (Confiant en a fait l’expérience personnelle avec ses romans écrits en créole). Et cette constations est vérifiable dans tous les pays sous le joug de cette tumeur (néo)-colonialismique [sic].